# Șagu, Arad
Șagu (în maghiară: Németság, în germană: Segenthau, colocvial în germană: Dreispitz) este satul de reședință al comunei cu același nume din județul Arad, Banat, România.

## Așezare
Localitatea Șagu este situată în Câmpia Vingăi, la o distanță
de 15 km față de municipiul Arad.
Date geografice - Comuna
Șagu - Comună în județul Arad
„Situată în partea sud-vestică a județului Arad, pe DN 69, localitatea Șagu, reședința comunei cu același nume, se află la o distanță de 13 km de municipiul Arad și 37 km de municipiul Timișoara. Comuna Șagu se întinde pe o suprafață de 10.602 ha, din care 9.476 ha reprezintă terenul agricol. 
În componența administrativă a comunei se regăsesc următoarele localități: Șagu, Cruceni, Fiscut, Firiteaz și Hunedoara Timișană. 
Evidențiat ca o singură unitate geomorfologică, parte a Câmpiei Vingăi, arealul studiat prezintă trei trepte de relief: câmpia înaltă propriu-zisă, cu aspect de platou ușor ondulat de la E-NE spre V-SV, cu o pantă generală mai mică de 0,5%, altitudinea maximă absolută fiind de 170 m în estul satului Fiscut și cea minimă absolută de 125 m în vestul localității Șagu, prezentând o serie de microdepresiuni neuniform repartizate și o vastă rețea de văi de eroziune, versanții, care fac trecerea de la câmpia înaltă la văile de eroziune, de lungimi diferite, în majoritatea lor cu expoziție nordică și sudică, cu pante ce variază între 1-30% și văile de eroziune, care străbat radial teritoriul, imprimându-i un slab aspect de piemont, etalând o adâncime ce oscilează între 10–30 m, cu o densitate mai mare în partea estică, în perimetrul satelor Firiteaz, Fiscut și Hunedoara Timișană, cele mai importante fiind Valea Fibișului, V. Slatina, Apa Mare și V. Ardelenilor. 
Situat în cea mai mare parte în bazinul hidrografic al Begăi, bazinetul Fibiș-Beregsău și numai o mică parte, situată în nord-vestul perimetrului, aparținând de bazinul Mureșului, teritoriul comunei este străbătut de un singur curs de apă permanent, pârâul Fibiș, care prezintă un debit mic vara și viituri primăvara, în valea acestuia aflându-se numeroase depresiuni periodic înmlăștinate. 
În văile menționate anterior, în care debușează o serie de văi de mică importanță, cursurile de apă sunt intermitente, ele fiind periodic inundate de apele ce se scurg de pe versnți în perioadele ploioase, fapt ce a determinat executatea unor canale de dirijare și evacuare a acestora. 
Temperatura medie anuală este de 10,80C (stația Arad), iar precipitațiile medii anuale oscilează între 580–600 mm la Șagu, Cruceni și Hunedoara Timișană și între 620–640 mm la Fiscut și Firiteaz (Atlasul climatologic, 1966). Precipitațiile sunt neuniform reprezentate de-a lungul anului, înregistrându-se un maxim în lunile mai-iunie, în timpul perioadelor ploioase, cu mențiunea că în timpul ploilor torențiale se produc eroziuni pe versanți, inundații în văi și stagnări de apă în depresiuni. 
Arondat zonelor de silvostepă și de silvostepă în tranziție spre zona de pădure, teritoriul comunei este lipsit de păduri compacte, în urma defrișărilor sistematice. 
În mod izolat, vegetația lemnoasă este reprezentată de exemplare de Quercus cerris (cer), Q.robur (gorun), Acer campastre (jugastru), Tilia spp. (tei), Ulmus foliacea (ulm), Crataegus pentagyna (păducel), Cornus sanguinea (sânger), Evonymus europaea (voniceriu). 
În pâlcurile de arbuști, vegetația ierboasă cuprinde specii ca Tamus communis (fluierătoare), Polyfonum spp. (troscot), Lithospermum spp. (mărgelușă), iar în culturi, Agropyron repens (pir), Lolium perenne (raigras), Cirsium arvense (pălămidă), Rubus caesius (mur), Setaria viridis (mohor), Dactylis glomerata (golomăț). 
În pășuni și fânețe sunt prezente graminee precum Lolium perenne, Agropyron repens, Bromus inermis (obsigă), Dactylis glomerata și leguminoase ca Trifolium hybridum (trifoi), T. pratense (trifoi roșu), Lathyrus tuberosus (oreșniță), L. pratensis (lintea pratului), dar și buruieni ca Xanthium spinosum (holeră), Carduus acanthoides (spin), Euphorbia spp. (laptele câinelui). 
Prin gruparea unităților de teren (U.T.) din cartograma alăturată rezultă următoarele tipuri dominante de soluri : 
1. Cernoziomuri cambice vertice, 1-5: 17,5%; 
2. Cernoziomuri argiloiluviale, 6-9 (vertice pseudogleizate): 25,3%; 
3. Soluri brun-roșcate, 10-13 (vertice, vertice, pseudogleizate): 25,4%; 
4. Soluri brun-roșcate luvice, 14-17 (vertice pseudogleizate): 17,2% 
5. Soluri gleice și amfigleice, 18-21 (tipice, vertice): 12,1%; 
6. Erodisoluri, 22-23 (tipice, vertice): 2,5%. 
Terenul agricol al comunei se constituie din următoarele folosințe: arabil 7679 ha (81,1%), pășuni 609 ha (6,4%), fânețe 335 ha (3,5%%), vii 830 ha (8,8%) și livezi 23 ha (0,2%). 
Referitor la încadrarea în clase de calitate (fertilitate), pentru categoria de folosință "arabil", situația se prezintă astfel: cl I 4388 ha (46,3%), cl a II-a 1876 ha (19,8%), cl. a III-a 2008 ha (21,2%), cl. a IV-a 11278 ha (11,9%) și cl. a V-a 76 ha (0,8%). 
Factorii limitativi care influențează semnificativ calitatea învelișului de sol sunt dimensionați de rezerva de humus (mică pe 2,3% din suprafață), textura fină (80%), compactitate (66%), portanța redusă (17%), eroziunea de suprafață (2,7%), excesul de umiditate freatică (11%), excesul de umiditate stagnantă (foarte puternic 1,4%, puternic 30%, moderat 16%, slab 21%). 
Pentru combaterea limitărilor menționate se impun acțiuni de fertilizare ameliorativă radicală, executarea unor lucrări de afânare adâncă, executarea arăturilor pe curba de nivel, instalarea de benzi înierbate, combaterea excesului de umiditate prin drenaj de suprafață și drenaj cârtiță."
Text din volumul „Panoptic al comunelor bănățene din perspectivă pedologică" - Dorin Țărău și Marcel Luca. Editura Marineasa, Timișoara, 2002
(http://www.banaterra.eu/romana/toponimii/ss/sagu/index.htm Arhivat în 23 septembrie 2015, la Wayback Machine.)

## Istoric
Scurt istoric al comunei Sagu Scurt istoric al comunei Sagu (Traducere de la http://www.segenthau.de/index.php/ortsgeschichte)
Deja in anul 1332, comuna a fost mentionata in registrele papei, sub numele de Mezeusag si Mezesag. Pe harta Müller (Comitat Csanadiensis) din anul 1709 comuna pe harta este notata cu numele de Schak, iar pe harta Contelui Claudius Florian von Mercy din 1723-25 este notata cu numele de Prädium Saag, pe o harta mai tarziu din 1761 este mentionata doar ca domeniu (Puszta). Primii proprietari de pamant au fost : 1489 Stefan Ethele, 1510 Peter Ravazdi si 1561 Johann Kassai. In primele registre de biserica numele apare ca Seegentau (1771/72), Segentau (1782), Segenthau(1784), Seegenthau(1829), Szegenthau(1830). De unde provine numele de Segenthau exact, nu s-a aflat nici pana in prezent. Nici de unde apare numele Dreispitz, cum comuna este numita neoficial, nu se poate spune cu exactitate. Exista unele incercari de a explica acesta, (care tradus pe romaneste inseamna tricorn) ca de exemplu: ca primii locuitori, au purtat palari cu trei colturi, iar zona pamantului era impartita in trei colturi, (e mai greu de tradus aici ,cred ca se refera la hotar care cred ca are de a face cu pamanturile care le aveau). O alta explicatie spune ca numele ar proveni de la prima casa construita, si anume a unui birt, a carui acoperis avea trei colturi. Ungurii au preluat numele vechi de, Saag si l-au schimbat in Nemetsag , numele romanesc al comunei "Sagu" este o preluare a numelui din maghiara.
In august 1931, a avut loc aniversarea de 200 de ani a comunei. Ziarul “Aradul”, din 16 august 1931, scrie: “Sambata vor fi 200 de ani, de cand a fost infiintata comuna Segenthau (Dreispitz). Luand in considerare timpurile grele si lipsa de bani, nu se va putea tine o petrecere prea mare a celor 200 de ani de la infiintare, se va petrece in liniste si pe uscat (adica fără alcool)”. 
Dupa cum scrie in cartea lui Karl von Möller, "Cum s-au infiintat comunele svabesti", anul infiintari comunei Segenthau (Sagu) ar fi fost 1731, dar pentru aceasta nu exista nici pana azi o dovada clara. 
Nici in registrele de istorie din Aradul-Nou (incepand din 1725) nu se gaseste o insemnare despre comuna Segenthau (Sagu). Cu atat mai mult, se gasesc in arhivele din Viena certificate, care dovedesc clar ca Segenthau (Sagu) s-a infiintat in perioada Theresiana (aici se refera la perioada de guvernare a Reginei Maria Theresa).
Carl Samuel Neumann, Edler von Bucholt, a adus in anii 1770/71 primi colonisti germani in Sagu si a lăsat sa se construiasca primele 77 de case. Cele 75 de familii nemtesti, 320 de persoane, au venit din diferite zone ale Germaniei, cum ar fi: Alsacia, Lorena, Baden-Württemberg, Bavaria, Austria si din alte state germane. 
Dupa moartea Mariei Theresia (1780) a preluat fiul ei, Josef al doilea, conducerea. Pentru colonistii germani asta a insemnat decizii grele pentru vitorul lor. Marea vanzare a satelor si pamanturilor lor, era garantata. 
Dupa mai putin de zece ani de la infiintarea ei, comuna Sagu a fost vanduta, cu om, cal si caruta, celui care a platit mai mult. Noii domni si proprietari au fost in 1781, baronii Stefan Atzel si Ignat Vörös. Acest lucru a fost desigur o cadere grava inapoi in feudalism si este cu atat mai uimitor pentru ca noul kaiser, Josef al doilea, este un adept al ideilor liberale, el anuland in anul 1781 legea iobagiei.
Sagu a avut si un castel frumos, in mijlocul unui parc, cu pomii batrani, iar camerele au fost mobilate cu mobile pretioase. A fost proprietatea familiei Atzel-Szapary si ocupata in 1918/19 de armata sarba. Iar cand sarbii au fost nevoiti sa plece au luat toata mobila cu ei. In 1924, castelul a fost demolat iar pe locul liber sau construit case. Castelul a fost situat pe locul urmatoarelor case: in gradina caselor cu nr 214 (acum camin), pana la casa cu nr.287 si in locul caselor 304 -315, iar in locul casei cu numarul 315 a fost un beci foarte mare, unde puteai sa intri cu caruta. In 1924 castelul care avea si un parc exotic, a fost daramat si pe acel loc s-au construit casele de acum. Cu anexarea Banatului la Romania si in Sagu s-a impus Legea agrara (1922-1925). Pentru aceasta au fost de folos pamanturile si proprietatile vaduvei contelui Stefan Szapari. S-au dat cate doua hectare de pamant celor care au luat parte la razboi si celor fără avere, orfanilor de razboi, invalizilor si taranilor fără avere, printre altii.
Cu cresterea populatiei a crescut si intinderea comunei, iar pamanturile care sunt lucrate, fac cea mai mare parte din aceasta. Masini de treierat au existat deja din 1900. La inceput s-au folosit masini de abur pentru treierat, dar deja inainte de al doilea razboi mondial s-au folosit tractoare. Agricultura a fost mai mult axata pe cereale. Micii tarani au plantat tutun si vita de vie. Prin conectarea comunei la linia ferata Timisoara-Arad, in anul 1871, saganii au devenit mai mobili, ceea ce sigur a avut o influenta pozitiva asupra economiei si sanselor in meserie. Asa, multi sagani au invatat o meserie si si-au gasit locuri de munca in apropiere, in Aradul nou si Arad. 
Moara construita in 1912, si marita in 1932, nu a fost cunoscuta doar in comuna, ci si in afara ei si macina in jur de un vagon pe zi.
Situatia economica grea a făcut ca unul, sau altul dintre sagani, sa plece in America la inceputul secolului 20, dar multi s-au intors dupa cativa ani inapoi acasa. 
Pentru ca viata grea a intreprinzatorilor mici si a celor fără avere sa nu mai fie asa grea, s-a infiintat in Sagu, in 1908, un fel asociatie, care a fost una dintre primele de acest fel din Banat. Scopul ei a fost in primul rand sa uneasca si, impreuna, sa treaca mai usor peste greutatile economice. Aceasta asociatie a infiintat o banca, a construit o hala de lapte si a deschis doua magazine. 
Pentru ca viata culturala sa se dezvolte, s-a aranjat o biblioteca in localul din sat (nu stiu exact aici despre ce local e vorba), cu o camera pentru citit. Din 1936 nici Sagu, ca si celelalte comune din Banat, cu populatie germana, nu a putut sa se apere de influenta partidului nazist. Asa, denumirea de comunitate a primit un alt nume, si anume, acela de grup.
Secolul 20 a adus multor sagani si perioade de trai foarte bune, dar si multa durere si suferinta, Sagu avand 51 de morti cazuti in primul razboi mondial, dar mai grave si groaznice sunt pierderile din al doilea razboi mondial. Atunci cand Romania s-a alaturat Germaniei, in razboiul impotriva Aliaților, multi sagani, baieti tineri, au ajuns pe frontul de est. Dupa acordul din 1943, dintre Romania si Germania, multi sagani, care erau toti de etnie germana, au fost transferati din armata romana in Wehrmacht-SS. In comuna, caii si carutele au fost luate si folosite pentru razboi. Pamanturile si treburile gospodaresti au fost preluate, in aceasta perioada, de catre femei si copii. Dupa trecerea României, in 23 august 1944, din tabara Axei, in tabara Aliaților, pentru comunitatea germana avea sa inceapa cel mai trist capitol din istorie. 
In Sagu au avut loc schimburi de focuri intre armata romana si cea ungara, in care s-a tras asupra turnului bisericii, doi sagani si un ungur fiind ucisi.
In a doua parte a lunii septembrie, 1944, a sosit o avangarda a Armatei roșii, in Sagu,cateva saptamani mai tarziu sosind si tancurile. 
O unitate de conducere a armatei rosii, cu cateva mii de soldati, s-au cazat pentru cateva luni in Sagu, in casele de pe strada cu biserica catolica, locuitorii fiind evacuati. Sagu a pierdut 75 de soldati si 4 civili, in cel de-al doilea razboi mondial. 
Un destin groaznic avea sa cutremure societatea comunei dupa 1945, atunci cand fiecare femeie cu varsta intre 18 si 30 de ani si fiecare barbat cu varsta intre 17 si 45 de ani, au fost dusi la munca silnica, in minele si colhozurile din Uniunea Sovietica. 30 de sagani au murit de foame, sau accidente de munca, si nu s-au mai intors niciodata din locurile de deportare.
Dupa reforma agrara din 1945, populatia germana, din Romania, a fost acuzata de conlucrare cu Germania hitlerista si invinovatita de crime de razboi. 
Prin aceasta lege, au fost expropriati si li s-a confiscat tot (pamanturi, tractoare, animale, alimente etc.) etnicilor germani. Si casele au fost luate, iar unele au trebuit sa fie eliberate pentru colonisti, noii colonisti fiind familii de romani din Vechiul Regat, fosti servitori si tarani. Sistemul de economie privat a inceput din anul 1946, pas cu pas, si fără oprelisti, sa fie desfiintat si inlocuit cu cel colectiv, economia socialista incepand a fi promovata. Cu exproprierea si luarea drepturilor populatiei, a luat startul dezradacinarea, iar cu trecera bunurilor private la statul roman, au fost infiintate primele intreprinderi agricole de stat, IAS, aici gasindu-si multi sagani de munca.
Si colectivizarea pamanturilor a inceput sa ia contur. 
Asa s-a infintat in 1949-1950 colectivul "Scanteia Sagul". Din 1948 au inceput sa treaca la stat si micile firme private a meseriasilor, iar ca urmare majoritatea saganilor si-au cautat de munca in Arad sau Timisoara. Incepand din anul 1956, situatia politica a inceput sa se normalizeze, bastinasii nemti primindu-si casele inapoi, romanii colonizati, cu ajutorul statului, construindu-si casele lor proprii. Am conlucrat impreuna, iar economia a inceput sa se imbunatateasca. 
Sagu fiind o comuna, a primit devreme un medic, un stomatolog si a fost infiintata o unitate veterinara. 
Pana in anii 1970, lucrurile bune si rele au avut urcusuri si coborasuri, mai ales in ce priveste politica etniilor nationale. 
Au avut loc evenimente negative si dureroase, cum ar fi deportarea dupa cel de-al doilea razboi mondial, exproprierile, schimbarea economiei in una socialista, astfel accelerandu-se decaderea si ruperea fostei legaturi stranse a societatii comunei. 
Instrainarea comunei, pierderea poprietatilor si tendintele de asimilare, au fost motivele principale pentru emigrarea multor germani. Majoritatea locuitorilor nu au mai vazut posibil sa le ofere un viitor copiilor lor, ca etnici germani (dezavantajati de sistemul comunist). Emigrarile in Germania si in America au inceput la sfarsitul anilor ‘50. A avut loc o puternica reintoarcere in Germania (~70 persoane) intre anii 1971-1972, dintre care multi au platit bani pentru a fi liberi. 
Dupa caderea comunismului, incepand cu anul 1990, aproape toti etnicii germani au facut pasul si au plecat din tara. In urma au rămas vreo 16 persoane din casatorii mixte. Majoritatea saganilor de etnie germana, locuiesc acum in Germania, in orașele Rastatt, Frankenthal, Göppingen și Aschaffenburg.
In casele parasite de catre svabii care au emigrat, au fost mutate familii de pe tot cuprinsul Romaniei, economia si cultura comunei luand o turnura negativa. Situatia s-a imbunatatit dupa caderea comunismului, pentru ca statul a vandut casele nemtilor (pana atunci date in chirie), locuitorilor satului, noii proprietari refacandu-le si reconstruindu-le, prin aceasta, infatisarea satului schimbandu-se. Din fostele case traditionale svabesti, nu se mai disting multe.  Casele colorate si acoperisurile trase in jos in tipicul caselor romanesti, domina acum peisajul comunei. Nu mai este infatisarea acelei comune initial svabesti, avand in vedere majoritatea locuitorilor romani care locuiesc azi in Sagu.

## Economia
Economia este predominant agrară dar cunoaște în prezent o dinamică puternică, cu creșteri importante semnalate în toate sectoarele de activitate.

## Personalități
- Mathias Bernath (1920-2013), istoric, profesor universitar la Berlin